# Грушковецька сільська рада
Грушкове́цька сільська́ ра́да — адміністративно-територіальна одиниця та орган місцевого самоврядування в Летичівському районі Хмельницької області. Адміністративний центр — село Грушківці.

## Загальні відомості
Грушковецька сільська рада утворена в 1946 році.
- Територія ради: 59,8 км²
- Населення ради: 1 273 особи (станом на 2001 рік)

## Населені пункти
Сільській раді були підпорядковані населені пункти:
- с. Грушківці
- с. Бохни

## Склад ради
Рада складалася з 15 депутатів та голови.
- Голова ради: Сторожук Ярослав Аркадійович

### Керівний склад попередніх скликань
| Прізвище, ім'я, по батькові  | Основні відомості                                                                                  | Дата обрання | Дата звільнення |
| ---------------------------- | -------------------------------------------------------------------------------------------------- | ------------ | --------------- |
| Сторожук Ярослав Аркадійович | Сільський голова, 1980 року народження, освіта вища, член Всеукраїнського об'єднання «Батьківщина» | 26.03.2006   | 31.10.2010      |
| Сторожук Ярослав Аркадійович | Сільський голова, 1980 року народження, освіта вища, безпартійний                                  | 31.10.2010   |                 |

Примітка: таблиця складена за даними сайту Верховної Ради України

### Депутати
За результатами місцевих виборів 2010 року депутатами ради стали:

#### За суб'єктами висування
| Суб'єкт висування           | Кількість обраних депутатів | %    |
| --------------------------- | --------------------------- | ---- |
| Самовисування               | 9                           | 56,3 |
| Партія регіонів             | 4                           | 25   |
| Народна партія              | 2                           | 12,5 |
| Комуністична партія України | 1                           | 6,3  |

#### За округами
| № округу                    | Прізвище, ім'я, по батькові        | Дата визнання обраним | Освіта             | Партійна приналежність            | Відомості про обраного депутата                     |
| --------------------------- | ---------------------------------- | --------------------- | ------------------ | --------------------------------- | --------------------------------------------------- |
| Комуністична партія України |                                    |                       |                    |                                   |                                                     |
| 2                           | Синявська Катерина Дмитрівна       | 03.11.2010            | вища               | член Комуністичної партії України | Грушковецька сільська рада, бухгалтер               |
| Народна Партія              |                                    |                       |                    |                                   |                                                     |
| 6                           | Мельник Володимир Степанович       | 03.11.2010            | середня            | член Народної партії              | Бохнянське лісництво, лісник                        |
| 9                           | Соколова Катерина Іванівна         | 03.11.2010            | середня спеціальна | позапартійна                      | тимчасово не працює                                 |
| Партія регіонів             |                                    |                       |                    |                                   |                                                     |
| 1                           | Вальчук Олена Анатоліївна          | 03.11.2010            | середня спеціальна | член Партії регіонів              | приватний підприємець, продавець                    |
| 3                           | Шупроович Ольга Степанівна         | 03.11.2010            | середня спеціальна | член Партії регіонів              | Грушковецька сільська рада, секретар                |
| 7                           | Шрубковський Олександр Васильович  | 03.11.2010            | середня            | позапартійний                     | тимчасово не працює                                 |
| 15                          | Ноянчук Оксана Леонідівна          | 03.11.2010            | середня спеціальна | член Партії регіонів              | Летичівська ЦРЛ, медсестра                          |
| Самовисування               |                                    |                       |                    |                                   |                                                     |
| 4                           | Одріховський Віталій Станіславович | 03.11.2010            | середня            | позапартійний                     | Свято-Варваринська церква, священик                 |
| 5                           | Боцюн Марина Віталіївна            | 03.11.2010            | вища               | позапартійна                      | дитячий садок, завідувачка                          |
| 8                           | Рижий Анатолій Петрович            | 03.11.2010            | середня спеціальна | позапартійний                     | Грушковецька сільська рада, землевпорядник          |
| 10                          | Томусяк Наталія Михайлівна         | 03.11.2010            | вища               | позапартійна                      | приватний підприємець                               |
| 11                          | Їздебська Світлана Анатоліївна     | 03.11.2010            | середня            | позапартійна                      | Летичівський соціальний центр, соціальний працівник |
| 12                          | Цомпель Валентина Іванівна         | 15.11.2010            | середня            | позапартійна                      | поштове відділення, поштар                          |
| 13                          | Онищук Любов Олексіївна            | 03.11.2010            | вища               | позапартійна                      | Бохнівська загальноосвітня школа, директор          |
| 14                          | Цомпель Олександр Дмитрович        | 03.11.2010            | середня            | позапартійний                     | тимчасово не працює                                 |
| 16                          | Насобков Анатолій Михайлович       | 03.11.2010            | середня спеціальна | позапартійний                     | пенсіонер                                           |